# Plus Mínus
Plus Mínus je slovenská punková skupina, která vznikla v roce 2000. Založili ji dva bývalí členové skupiny Iné Kafe: Dodo (bicí) a Wayo (basa), kteří jsou také jedinými původními členy v současné sestavě. Jako zpěváka si vybrali dřívějšího člena Iné Kafe Cibiho, a na post kytaristy se dostal Robo Bob the Pop, který byl koncertním členem Iné Kafe koncem roku 1999. Kapela zpočátku spolupracovala s vydavatelstvím Universal Music.
V roce 2000 kapela vydala své debutové album 133. Po vydání alba a natočení klipu k písni "Včera som musel byť zlý" se ke kapele přidal jako druhý kytarista Lochy (původně člen skupiny Testimony). S ním byl natočen klip k písni "Lidé 20. století", původně od Richarda Müllera. Ten na albu hostoval jen v této skladbě a v klipu k písni se objevila jeho papírová maketa.
Začátkem roku 2001 Cibi opustil kapelu. Za mikrofonem dočasně stál Mára ze skupiny No A Co. Wayo si založil projekt Why2Why spolu se svým kamarádem, který brzy na to nastoupil do Plus Mínus pod přezdívkou Gza jako zpěvák a podílel se na nahrávání EP Workoholix. Kapela se taky přesouvá do Prahy, ale následně odchází Robo. Jako hostující kytarista se přidává Dawe (ex-Jaksi Taksi).
V roce 2003 odchází Wayo a Gza do Austrálie. Dodo hraje zatím v kapele SPS a Lochy se oženil a kapelu opustil. Zbytek skupiny se proto snažil dostat do Austrálie. Dodovi však úřady zamítly víza do Austrálie a tak se skupina musela vrátit roce 2004 na Slovensko. V sestavě posílené o Tomáše a Fera (oba kytaristé) bylo nahrané demo se slovenskými skladbami (po anglickém EP Workoholix). Kapela pak přestala spolupracovat s vydavatelstvím Universal Music.
Později začal hrát na kytaru Wayo, poté co Tomáš i Fero odešli a na baskytaru hrál Bajkal (Blinker). V této sestavě vydali v září 2006 druhé řadové album Nejvyšší čas. Rok po vydání alba Blinker kapelu opustil. Wayo se vrátil k baskytaře a kytaru přebral Hulo.
V roce 2011 se Wayo opět vrátil ke kytaře a basu převzal Marek "Moon Dog". V květnu 2012 Hulo opustil skupinu.

## Členové

### Současná sestava
- Gza (Braňo Waclav) - zpěv
- Wayo (Mário Praženec) - kytara (původně basa)
- Miro 'Horso' Horský - kytara
- Moon Dog (Marek) - basa
- Dodo Praženec - bicí

### Bývalí členové
- Cibi (Marek Cibula) - zpěv
- Mára - zpěv
- Robo - kytara
- Lochy - kytara
- Tomáš - kytara
- Fero - kytara
- PSD - kytary
- Blinker (Braňo Vartovník, známý také jako Bajkal) - basa
- Hulo (Roman Hulín) - kytara

## Diskografie

### Řadová alba
- 2000 133 - Universal Music
- 2006 Najvyšší čas - Forza Music

### EP
- 2001 Workoholix - Cecek Records
- 2005 When I Can not Sleep - Empty Pockets Records
- 2010 Plus Mínus EP (vydáno přes internet ke stažení)

### Kompilace
- 2000 Koniec dobrý, všetko dobré II - Universal Music - 15. Plus Mínus - „Hlúpe balóny“
- 2005 Punk Rock Made In Slovakia 4 - Musica - 06. „When I Can´t Sleep“
- 2006 Punk Rock Made In Slovakia 5 - Musica - 12. „Samostatný“
- 2006 Extreme music - Musica - 01. „Just Like You“

### Videoklipy
- 2000 - Včera som musel byť zlý (z alba 133)
- 2000 - Ľudia 20. storočia (z alba 133)
- 2006 - Scared to Live (z alba Najvyšší čas)
- 2007 - Nie som ten (z alba Najvyšší čas)
- 2009 - Na kolenách (z EP Plus Mínus)
- 2011 - Tetovania
- 2012 - Najvyšší čas (unplugged)
- 2013 - Mýliš sa (z EP Plus Mínus)